# Gregans Castle

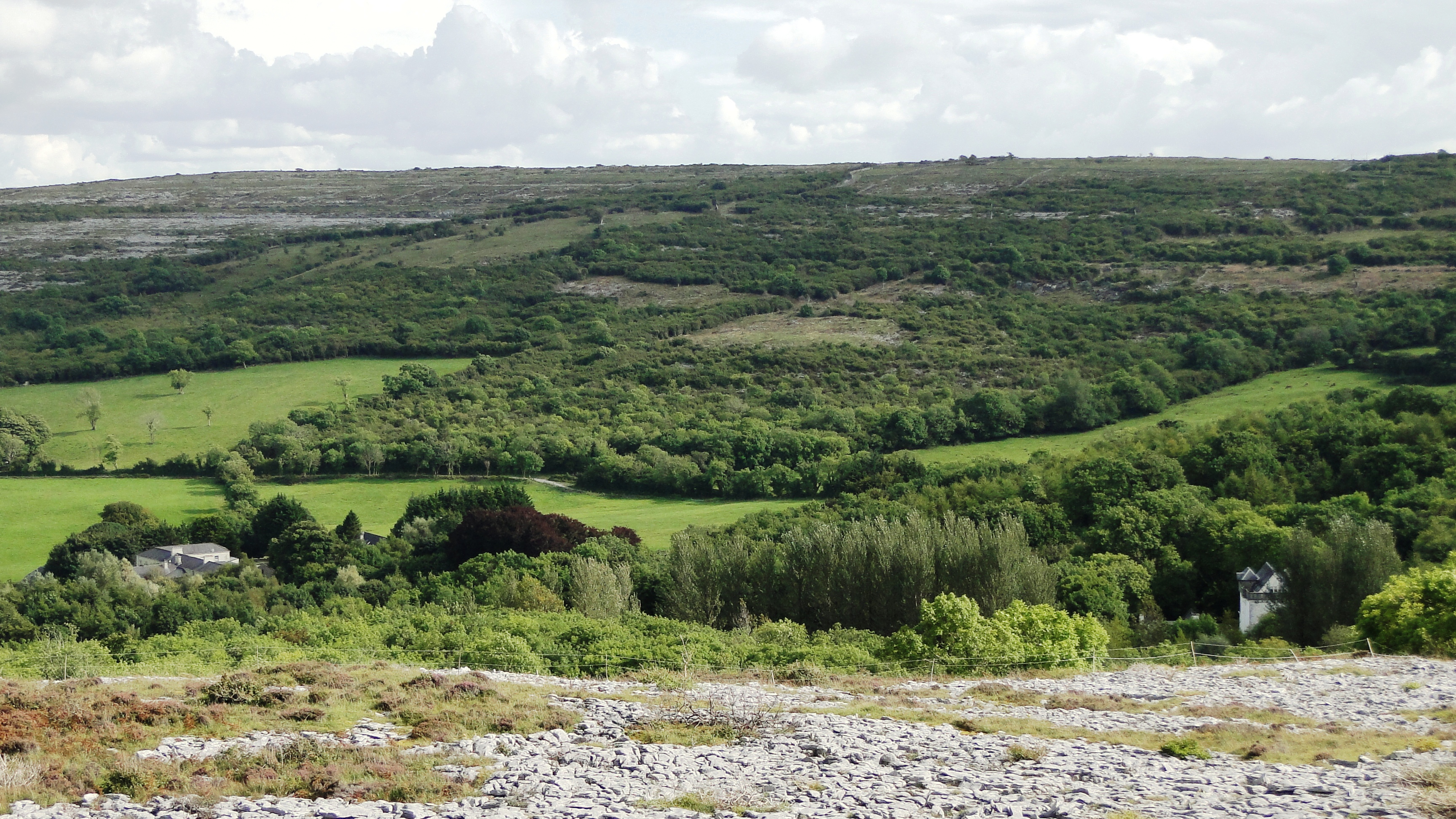
Blick nach Süden vom Hügel über Gregans East: Das restaurierte Tower House liegt rechts unten, das Hotel links unten.

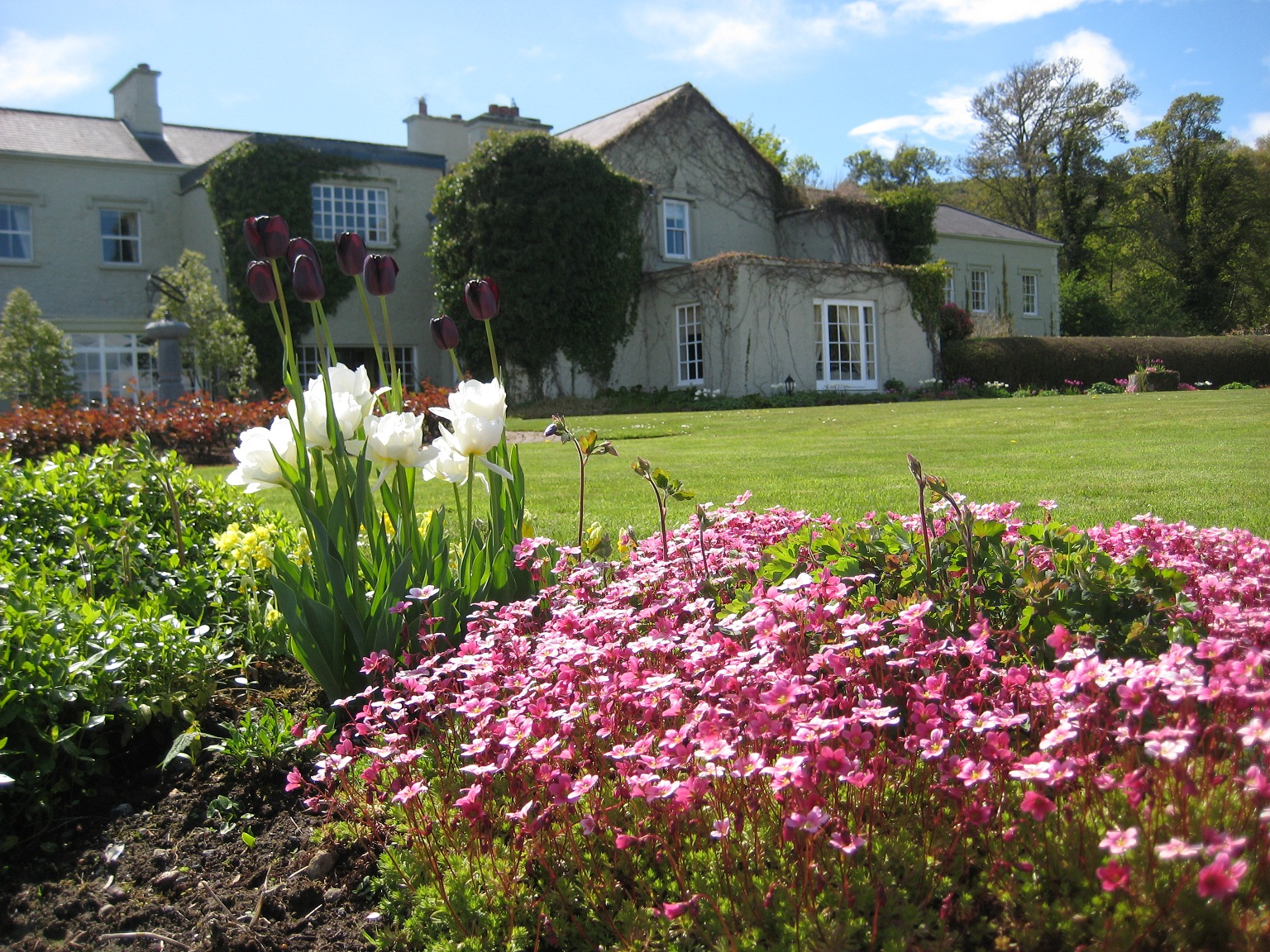
Das Landhaus heute.

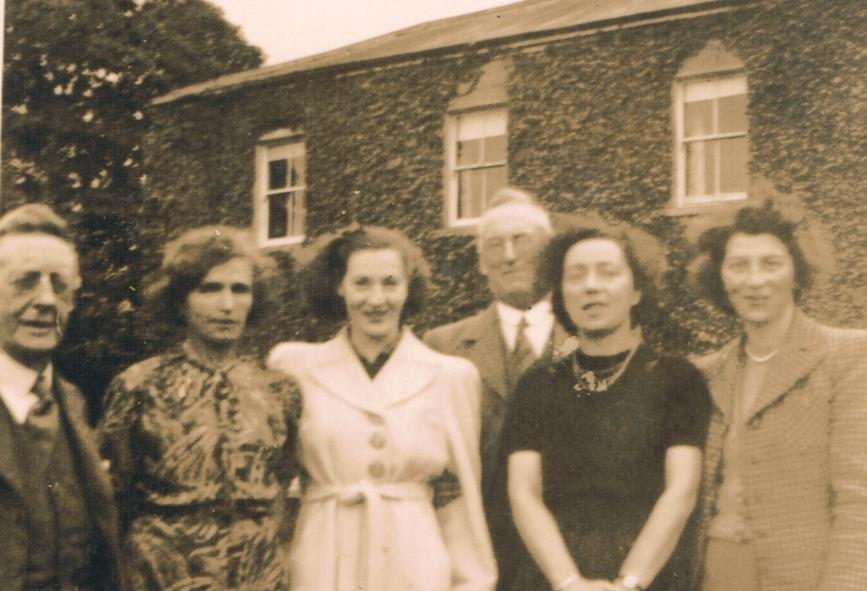
J.R.R. Tolkien auf Gregans Castle 1954 mit dem Besitzer Frank Martyn und dessen Lebensgefährtin Suzette Crowe.

Gregans Castle (auch Gragan Castle, irisch Caisleán na nGrágán, dt. „Burg der kleinen Weiler“) ist die Bezeichnung für ein Tower House aus dem 15. Jahrhundert und Landhaus aus georgianischer Zeit in der Nähe des Dorfes Ballyvaughan in der Region Burren im irischen County Clare. Das Landhaus stammt von 1750 und ist heute ein Hotel. Es war mit den Familien Martyn und O’Lochlainn verbunden. Das Tower House liegt dem Hotel gegenüber.

## Lage
Im Tal von Ballyvaughan, in dem beide Häuser liegen, finden sich graue Kalkterrassen, eine hohe Konzentration von alpinen, mediterranen und arktischen Pflanzen – teilweise auch Orchideen – und alte Gräber, Steinfestungen und Kirchenruinen.

## Geschichte
Das Tower House aus dem 15. oder 16. Jahrhundert war der Sitz des Clanchefs der O'Lochlainns, „Prinz des Burren“ genannt. Bis zum Ende des 16. Jahrhunderts wurde die Gegend als „Baronat Gragans“ bezeichnet (vermutlich vom Wort für Gebirgssumpf abgeleitet, von dem es heute noch einen Teil auf den Hügeln westlich der Burg gibt).
Owney More O’Loughlen war 1641 der Eigentümer von Gregans Castle. Im Niederlassungsgesetz von Oliver Cromwell, das nach 1654 erlassen wurde, wurde er enteignet.
Die Ländereien wurden dann der Familie Martyn zugesprochen. Aber es ist nicht klar, wo diese Ländereien je die Familie O’Laughlen verlassen haben: 1632 hatte Turlough O’Loughlen die Tochter von George Martyn (Bürgermeister von Galway in den Jahren 1632 und 1633), Alice, geheiratet; ihr Sohn, George Oge, führte den Namen Martyn und ihm wurden die Ländereien zugesprochen. Allerdings war laut der Genealogie der Familie Martyn von Martin J. Blake George Oge der älteste Sohn von George Martyn, Bürgermeister von Galway.
Offenbar ließen die Martyns ein weiteres, befestigtes Gebäude neben dem alten Tower House errichten und nutzen letzteres nicht mehr. Später zogen sie in das zweistöckige Haus, das dort stand, wo sich heute das Hotel befindet.
Es ist dokumentiert, dass ein frühes Mitglied der Familie Martyn 1691 in der Schlacht von Aughrim am Ende der Jakobitenkriege fiel. Später wurde die Familie als Juristen bekannt und lebte hauptsächlich in Dublin. Das Landhaus scheint man in späteren Jahren als Sommerresidenz behalten zu haben; das Meiste der 8,1 km² großen Ländereien wurde verpachtet. 1866 kam Captain John Gergory Maryn J.P., nachdem er einen sehr profitablen Ehevertrag geschlossen hatte, ganz nach Gregans. Captain Martyn unterstützte Charles Stewart Parnell und Home Rule für Irland.
Das Haus wurde zu dieser Zeit erheblich erweitert.
Nach dem Tod von John Gregory Martyn blieb dessen Sohn, Francis Florence Martyn, in Gregans und bewirtschaftete ein stark reduziertes Anwesen. In dieser Zeit wirtschaftlicher Depression verfiel das Haus zusehends und der unverheiratete Eigner, der als Exzentriker bekannt war, verstarb 1956. In den 1940er-Jahren hatte er sogar versucht, ein Gasthaus zu betreiben und eine Schanklizenz erhalten. Nach seinem Tod lebte seine Haushälterin, Miss Crowe, weiterhin in dem Haus, aber schließlich verkauften es die Treuhänder und es wurde in ein Hotel umgewandelt.
Der älteste, heute noch erhaltene Teil des Hauses ist der frühere Küchenherd mit einem Schlussstein mit Helmkleinod; er steht in der heutigen “Martyn Suite”. 1967 wurde das Haus als Gregans Castle Hotel eröffnet.

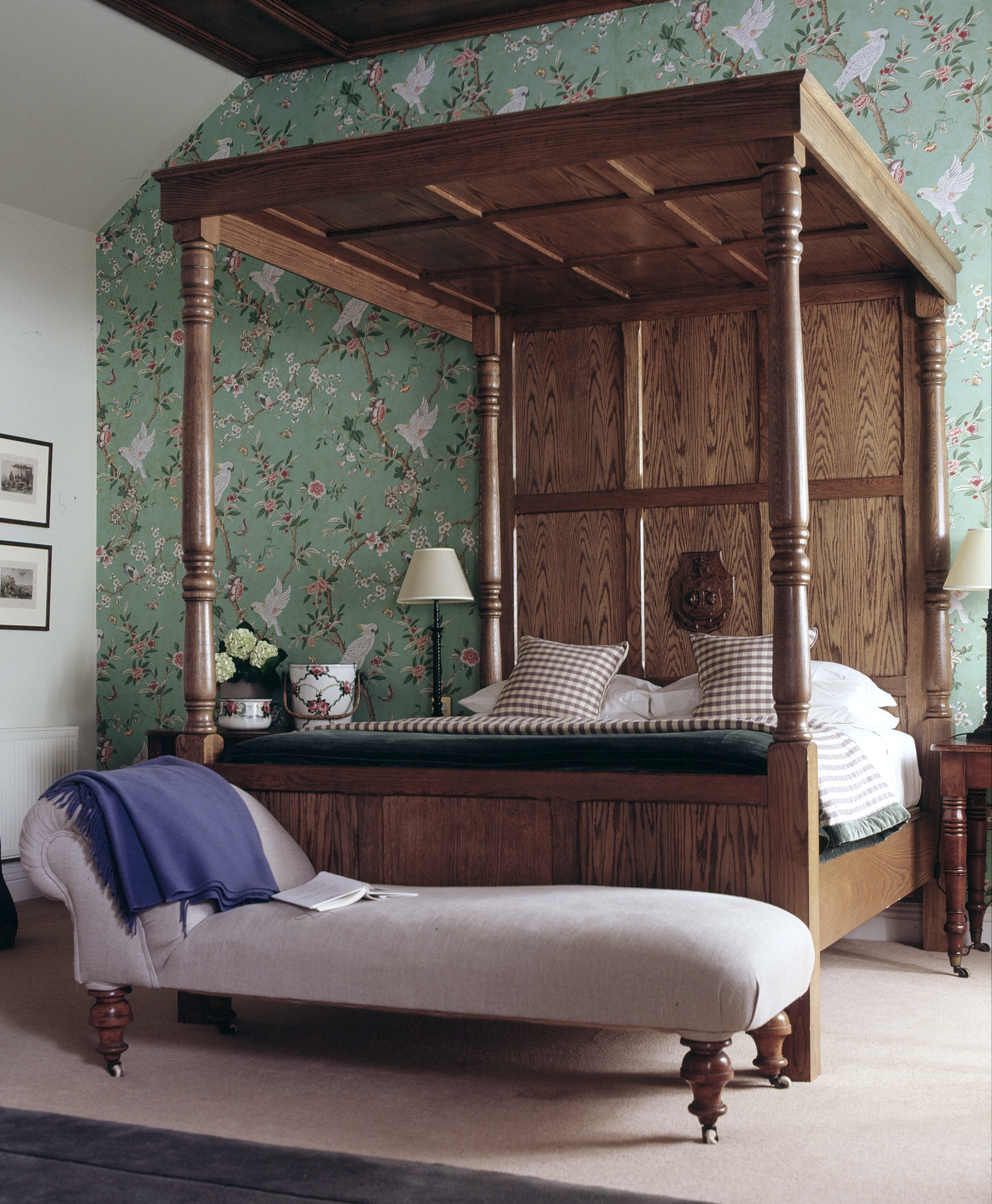
Die Martyn Suite, die Küche des Hauses vor dessen Umwandlung in ein Luxushotel

## Heute
Das georgianische Landhaus dient auch heute noch als Hotel. Das Tower House, das verfallen war, wurde restauriert und ist heute ein Privathaus.